# Xã Henry, Quận Wood, Ohio
Xã Henry (tiếng Anh: Henry Township) là một xã thuộc quận Wood, tiểu bang Ohio, Hoa Kỳ. Năm 2010, dân số của xã này là 4.175 người.